# All-Ireland Senior Football Championship 1937
L'All-Ireland Senior Football Championship 1937 fu l'edizione numero 51 del principale torneo di calcio gaelico irlandese. Kerry batté in finale Cavan ottenendo il dodicesimo trionfo della sua storia.

## Semifinali
| Cork 15 agosto 1937 | Kerry | 2-03 – 2-03 | Laois |  |

| Mullingar 22 agosto 1937 | Kerry | 2-02 – 1-04 | Laois |  |

| Dublino 29 agosto 1937 | Cavan | 2-05 – 1-07 | Mayo | Croke Park |

### Finale
| Dublino 26 settembre 1937 | Kerry | 2-05 – 1-08 | Cavan | Croke Park (52325 spett.) |

| Dublino 17 ottobre 1937 | Kerry | 4-04 – 1-07 | Cavan | Croke Park (51234 spett.) |